# Orectolobiformes
Nel loro insieme, gli squali dell'ordine (per alcuni autori sottordine) Orectolobiformes Applegate, 1806, sono a volte chiamati squali tappeto, in quanto molti di loro sono caratterizzati da segni sul corpo che ricordano le decorazioni dei tappeti. L'ordine include alcuni degli squali più diffusi: gli squali nutrice, gli squali ciechi ed infine gli squali balena.

## Aspetto
Gli orectolobiformes presentano due pinne dorsali, senza spine, ed una piccola bocca posta più in avanti degli occhi. Molti hanno il barbiglio e piccole fessure branchiali. La quinta fessura si sovrappone alla quarta. Il lobo superiore della pinna caudale tende ad essere in linea con il corpo, quello inferiore è in genere poco sviluppato, tranne che nel caso dello Squalo balena. Quest'ultimo si distingue dagli altri membri dell'ordine, che sono generalmente di piccole dimensioni, anche perché è il più grande pesce vivente.

## Etimologia
Il nome deriva dall'unione delle parole greche orektos (allungato) e lobos (lobo) con la parola latina forma (forma).

## Tassonomia
L'ordine non è di grandi dimensioni, contiene 39 specie divise in 13 generi e 7 famiglie:
- Famiglia Brachaeluridae (Squali ciechi)
  - Genere Brachaelurus
    - Brachaelurus waddi (Bloch & Schneider, 1801)[3]

  - Genere Heteroscyllium
    - Heteroscyllium colcloughi (Ogilby, 1908)[4]
- Famiglia Ginglymostomatidae (Squali nutrice)
  - Genere Ginglymostoma
    - Ginglymostoma cirratum Bonnaterre, 1788
    - Ginglymostoma unami Del Moral-Flores, Ramíz-Antonio, Angulo & Pérez-Ponce de León, 2015[5]

  - Genere Nebrius
    - Nebrius ferrugineus Lesson, 1831

  - Genere Pseudoginglymostoma (vi è una proposta per la famiglia Pseudoginglymostomatidae)
    - Pseudoginglymostoma brevicaudatum Günther, 1867
- Famiglia Hemiscylliidae (Squali Bamboo)
  - Genere Chiloscyllium
    - Chiloscyllium arabicum Gubanov, 1980
    - Chiloscyllium burmensis Dingerkus & DeFino, 1983
    - Chiloscyllium caerulopunctatum Pellegrin, 1914
    - Chiloscyllium griseum Müller & Henle, 1838
    - Chiloscyllium hasseltii Bleeker, 1852
    - Chiloscyllium indicum (Gmelin, 1789)
    - Chiloscyllium plagiosum (Bennett, 1830)
    - Chiloscyllium punctatum Müller & Henle, 1838 .[6]

  - Genere Hemiscyllium
    - Hemiscyllium freycineti (Quoy & Gaimard, 1824)
    - Hemiscyllium galei Allen & Erdmann, 2008[7]
    - Hemiscyllium hallstromi Whitley, 1967
    - Hemiscyllium henryi Allen & Erdmann, 2008[7]
    - Hemiscyllium ocellatum (Bonnaterre, 1788)
    - Hemiscyllium strahani Whitley, 1967
    - Hemiscyllium trispeculare Richardson, 1843
- Famiglia Orectolobidae (Squali tappeto)
  - Genere Eucrossorhinus
    - Eucrossorhinus dasypogon (Bleeker, 1867)[8]

  - Genere Orectolobus
    - Orectolobus floridus Last & Chidlow, 2008
    - Orectolobus halei Whitley, 1940.[9]
    - Orectolobus hutchinsi Last, Chidlow & Compagno, 2006.[10]
    - Orectolobus japonicus Regan, 1906[11]
    - Orectolobus maculatus (Bonnaterre, 1788)[12]
    - Orectolobus ornatus (De Vis, 1883)[13]
    - Orectolobus parvimaculatus Last & Chidlow, 2008
    - Orectolobus reticulatus Last, Pogonoski & White, 2008
    - Orectolobus wardi Whitley, 1939[14]

  - Genere Sutorectus
    - Sutorectus tentaculatus (Peters, 1864)[15]
- Famiglia Parascylliidae (Squali tappeto dal collare)
  - Genere Cirrhoscyllium Smith & Radcliffe in Smith , 1913
    - Cirrhoscyllium expolitum Smith & Radcliffe, 1913 
    - Cirrhoscyllium formosanum Teng, 1959 
    - Cirrhoscyllium japonicum Kamohara, 1943 

  - Genere Parascyllium Gill , 1862
    - Parascyllium collare Ramsay & Ogilby, 1888 
    - Parascyllium elongatum Last & Stevens, 2008
    - Parascyllium ferrugineum McCulloch, 1911 
    - Parascyllium sparsimaculatum Goto & Last, 2002 () 
    - Parascyllium variolatum (Duméril, 1853)
- Famiglia Rhincodontidae (Squali balena)
  - Genere Rhincodon
    - Rhincodon typus Smith, 1828
- Famiglia Stegostomatidae (Squali zebra)
  - Genere Stegostoma
    - Stegostoma fasciatum (Hermann, 1783)